# Lilianna Mitelman
Lilianna Izabela Mitelman, z domu Abramson (ur. 15 sierpnia 1950 w Łodzi) – polska działaczka społeczności żydowskiej, w latach 1998–2001 przewodnicząca łódzkiego oddziału Towarzystwa Społeczno-Kulturalnego Żydów w Polsce, popularyzatorka kultury żydowskiej. Jako pierwsza w Polsce, w połowie lat 90. zorganizowała kursy języka jidysz.
Jest członkinią Gminy Wyznaniowej Żydowskiej w Łodzi. W 2009 odznaczona Złotym Krzyżem Zasługi za działalność na rzecz dialogu polsko-żydowskiego. Jest żoną Jankiela Mitelmana.